# Vierte Thailändisch-Laotische Freundschaftsbrücke
Die Vierte Thailändisch-Laotische Freundschaftsbrücke ist eine Brücke über den Mekong. Sie verbindet Chiang Khong, Provinz Chiang Rai in Thailand und Ban Houayxay, Provinz Bokeo in Laos miteinander.

## Allgemeines
Die Vierte Thailändisch-Laotische Freundschaftsbrücke ist etwa 480 Meter lang und etwa 14,70 Meter breit.
Diese Brücke ist ein Gemeinschaftsprojekt von Thailand, Laos sowie China und gehört zum Kunming-Bangkok Expressway und Asiatischen Fernstraßen-Projekt AH3. Die Baukosten von 1,57 Mrd. Baht werden je zur Hälfte von Thailand und China getragen. Der Baubeginn war 2010, am 11. Dezember 2013 wurde die Brücke von der Prinzessin Maha Chakri Sirindhorn offiziell eröffnet. Zur Eröffnung kamen auch Thailands Premierministerin Yingluck Shinawatra und Laos Vize-Präsident Boungnang Vorachith. In Thailand ist seit 2023 eine Eisenbahnverbindung bis zur Freundschaftsbrücke im  Bau. Gleise wurden im Gegensatz zur ersten Freundschaftsbrücke nicht vorgesehen. 